# Archonias brassolis
Archonias brassolis là một loài bướm thuộc họ Pieridae và là thành viên của chi Archonias. Loài này được tìm thấy ở Trung Mỹ, xuyên suốt hầu hết phía nam Nam Mỹ.

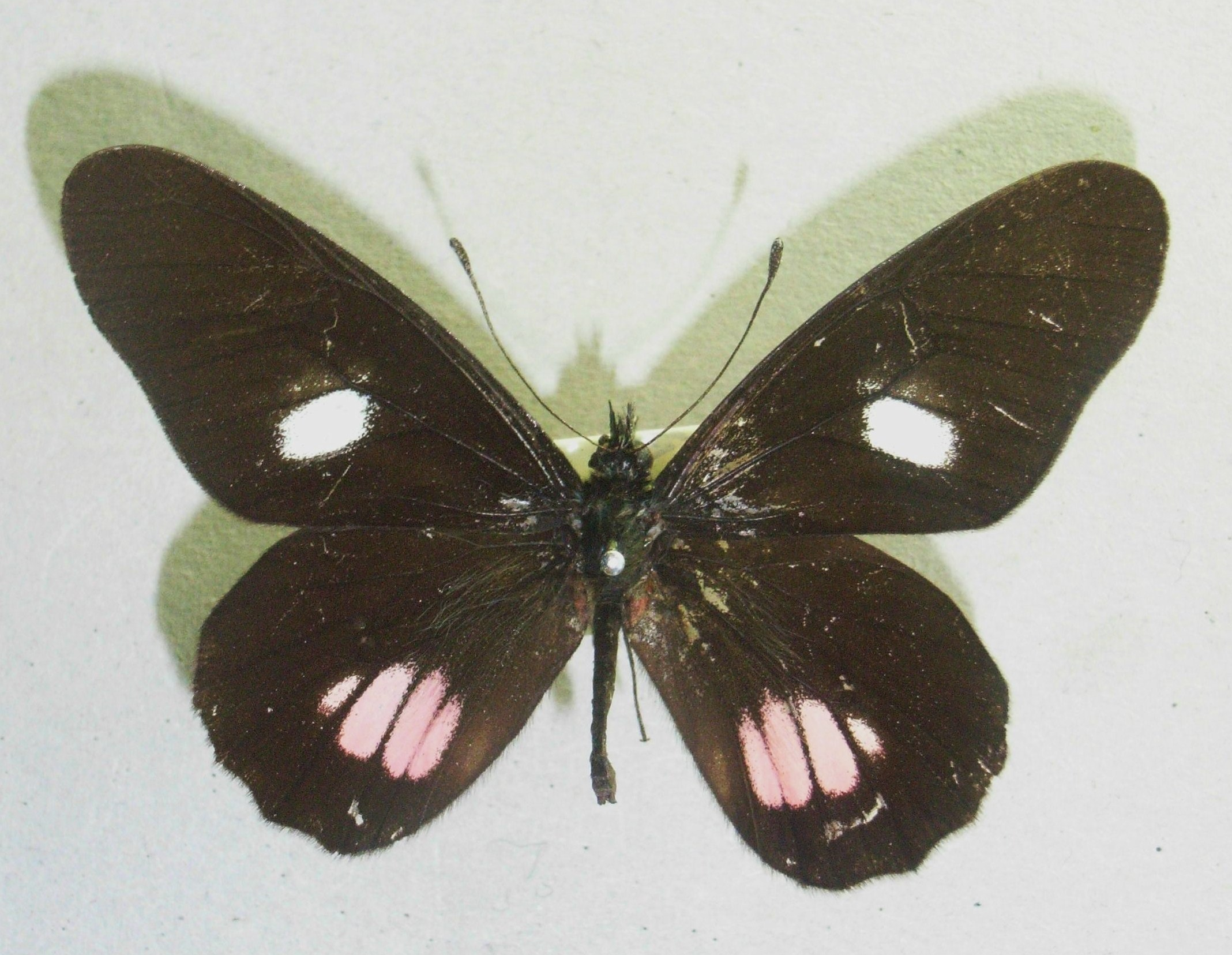
Archonias brassolis tereas

Ấu trùng ăn loài Loranthaceae.

## Phụ loài
- Archonias brassolis approximata (Guatemala, Honduras, Costa Rica, Panama)
- Archonias brassolis brassolis (Surinam, Guianas)
- Archonias brassolis critias (Venezuela, Colombia)
- Archonias brassolis cutila (Ecuador)
- Archonias brassolis marcias (Brazil)
- Archonias brassolis negrina (Ecuador, Bolivia, Argentina, Peru)
- Archonias brassolis nigripennis (Colombia)
- Archonias brassolis rosacea (Ecuador, Venezuela)
- Archonias brassolis rubrosparsa (Ecuador)
- Archonias brassolis tereas (Brazil)

Ngoài ra còn có một phân loài chưa được mô tả ở Colombia.

## Hình ảnh

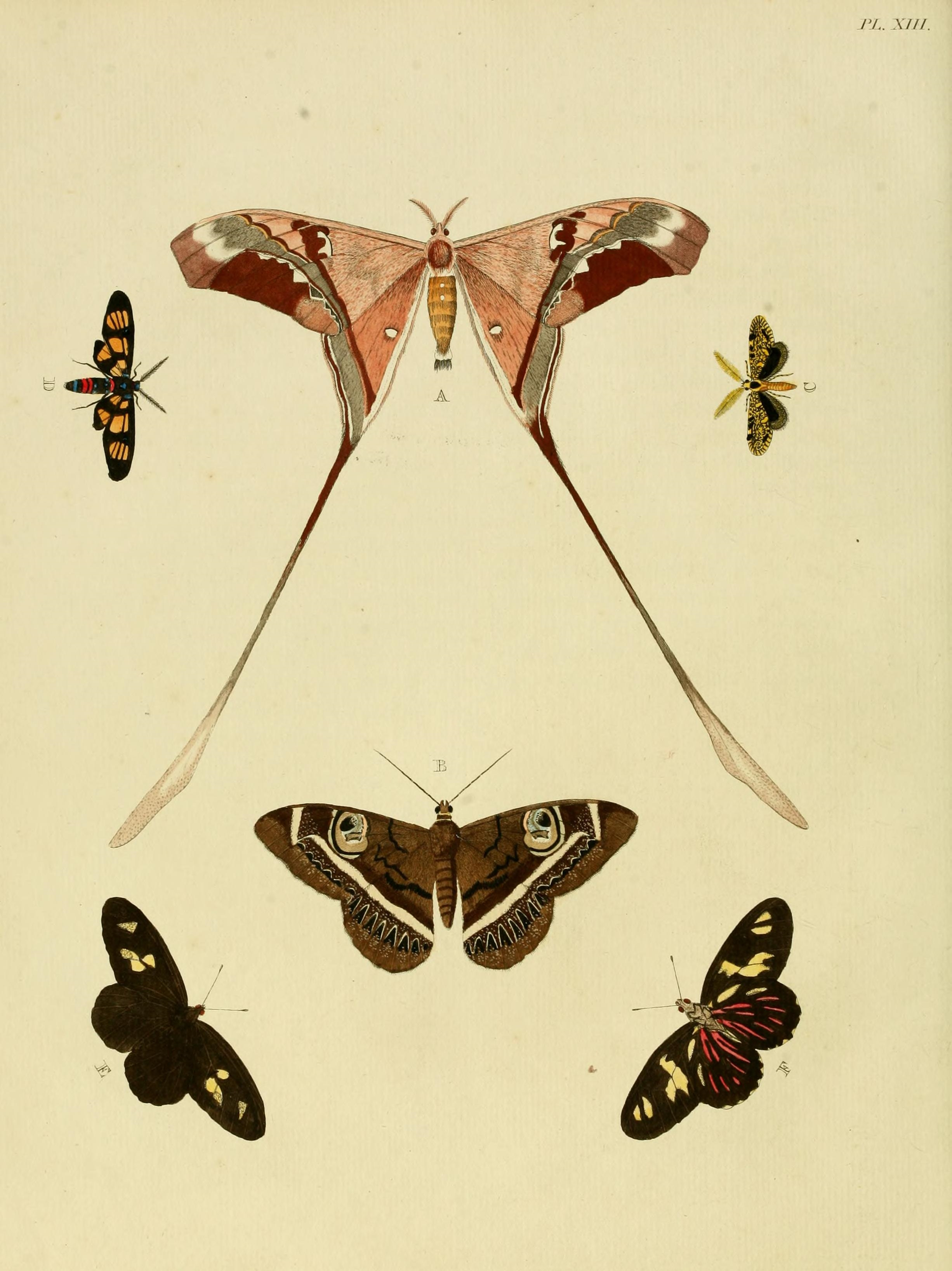
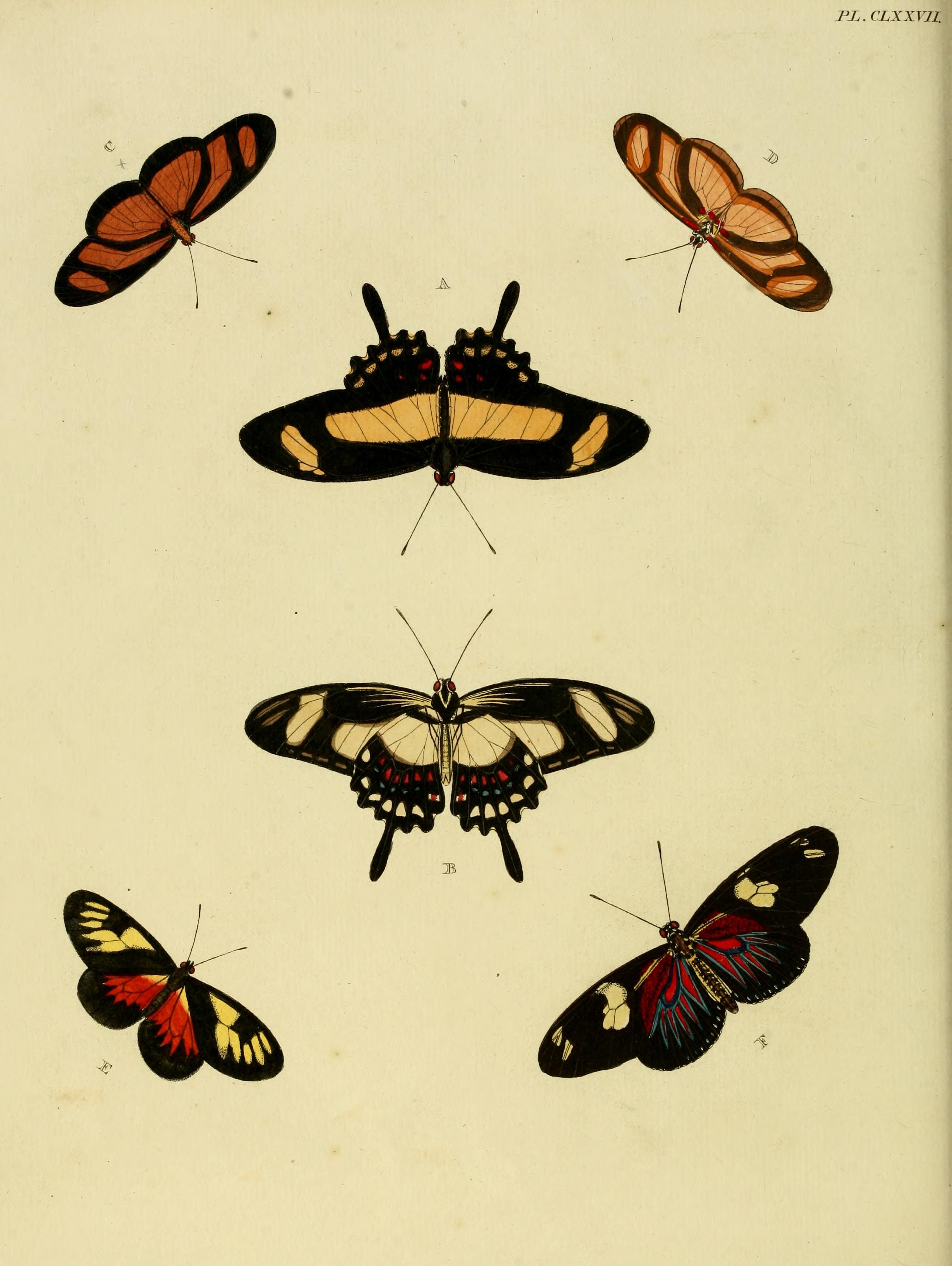
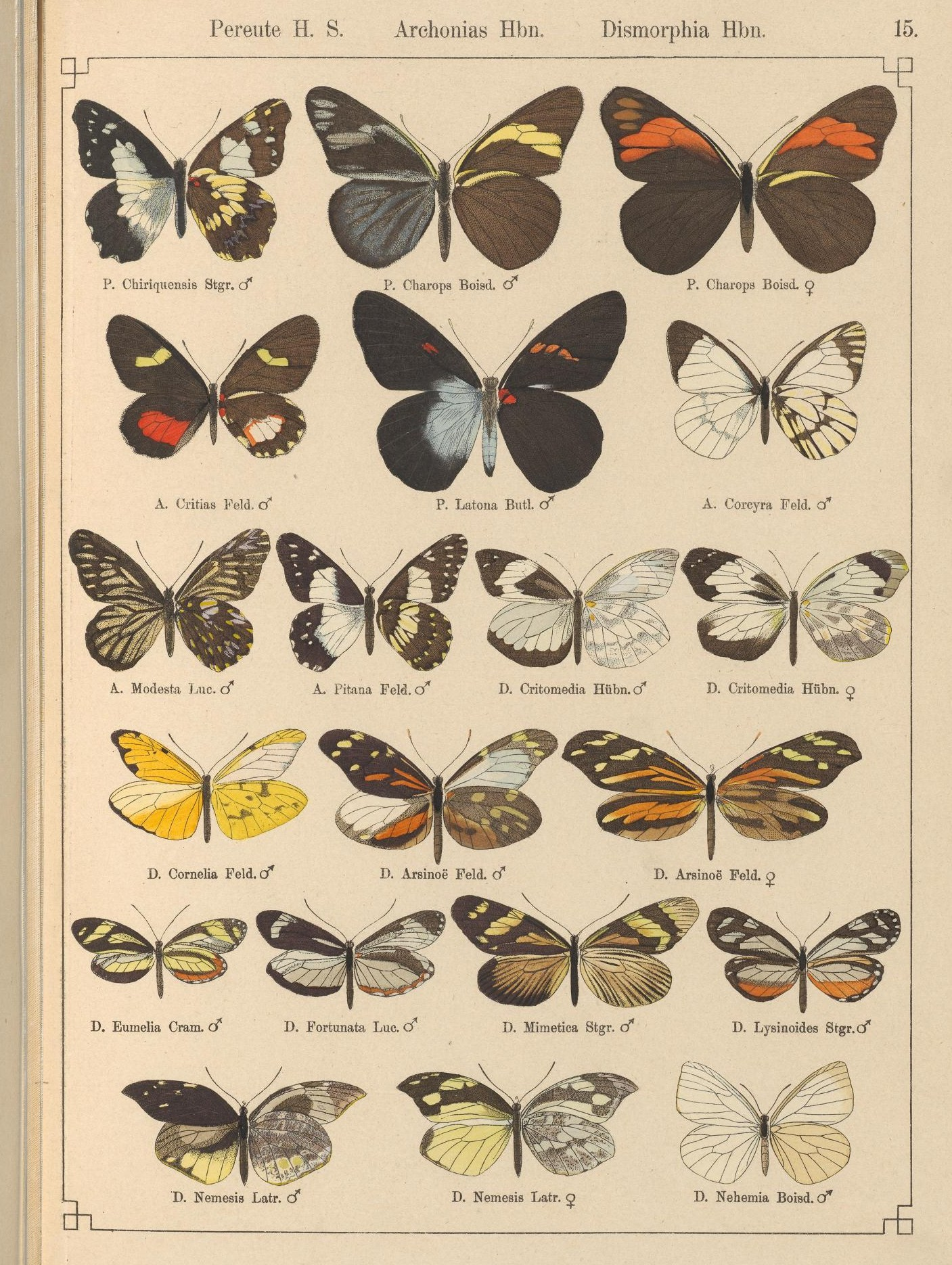